# Филмор (Сан Франциско)
Вижте пояснителната страница за други значения на Филмор.
Филмор (на английски: Fillmore District, The Fillmore) е квартал на Сан Франциско в щата Калифорния. Границите му не са ясно определени, но обикновено се счита, че е част от Уестерн Адишън и граничи на запад с ул. „Филмор“ (Fillmore Street), с „Ван Нес авеню“ на изток, с приблизително бул. „Гийри“ на север и с приблизително ул. „Гроув“ (Grove Street) на юг. Понякога западната граница на квартала е удължена до ул. „Дивисадеро“ (Divisadero Street) на север от Голдън Гейт авеню (Golden Gate avenue). Автобусни линии на МЮНИ с номера 38, 31, 5 и 22 обслужват квартала. В квартала се намира известният едноименен клуб в Сан Франциско „Филмор“. След голямото земетресение в Сан Франциско през 1906 година квартала не понася много големи поражения и ул. „Филмор“ става временно основен търговски център на Сан Франциско докато се застрои наново централната част на града.